# Geispolsheim
Geispolsheim je občina v departmaju Bas-Rhin francoske regije Alzacija.
Leta 2011 je v občini živelo 7.116 oseb oz. 324 oseb/km².